# José Gregorio Monagas (khu tự quản)
José Gregorio Monagas là một khu tự quản thuộc bang Anzoátegui, Venezuela. Thủ phủ của khu tự quản José Gregorio Monagas đóng tại Mapire. Khự tự quản José Gregorio Monagas có diện tích 9176 km2, dân số theo điều tra dân số ngày 21 tháng 10 năm 2001 là 14347 người.